# Cheiridium aokii
Espèce
Cheiridium aokii est une espèce de pseudoscorpions de la famille des Cheiridiidae.

## Distribution
Cette espèce est endémique des îles Ogasawara dans l'archipel Nanpō au Japon. Elle se rencontre sur Haha-jima.

## Description
Le mâle holotype mesure 1,0 mm et la femelle paratype 1,1 mm.

## Étymologie
Cette espèce est nommée en l'honneur de Jun-Ichi Aoki.

## Publication originale
- Sato, 1984 : Pseudoscorpions from the Ogasawara Islands. Proceedings of the Japanese Society of Systematic Zoology, no 28, p. 49-56 (texte intégral).